# متعب المطيري
متعب منصور المطيري لاعب كرة قدم سعودي ، يلعب في نادي الانتصار.

## مسيرة اللاعب
لعب في نادي الباطن ونادي العروبة ونادي الرياض ونادي الجندل ونادي الساحل ونادي نجران ونادي الانتصار.